# Niozelles
Niozelles is een gemeente in het Franse departement Alpes-de-Haute-Provence (regio Provence-Alpes-Côte d'Azur) en telt 199 inwoners (1999). De plaats maakt deel uit van het arrondissement Forcalquier.

## Geografie
De oppervlakte van Niozelles bedraagt 10,6 km², de bevolkingsdichtheid is 18,8 inwoners per km².
De onderstaande kaart toont de ligging van Niozelles met de belangrijkste infrastructuur en aangrenzende gemeenten.

## Demografie

| 1765 | 1793 | 1800 | 1806 | 1821 | 1831 | 1836 | 1841 | 1846 | 1851 | 1856 | 1861 |
| ---- | ---- | ---- | ---- | ---- | ---- | ---- | ---- | ---- | ---- | ---- | ---- |
| 203  | 226  | 252  | 242  | 285  | 334  | 356  | 403  | 368  | 379  | 381  | 406  |
| 1866 | 1872 | 1876 | 1881 | 1886 | 1891 | 1896 | 1901 | 1906 | 1911 | 1921 | 1926 |
| 396  | 354  | 354  | 316  | 320  | 300  | 300  | 296  | 266  | 254  | 201  | 208  |
| 1931 | 1936 | 1946 | 1954 | 1962 | 1968 | 1975 | 1982 | 1990 | 1999 | 2007 | 2012 |
| 202  | 190  | 155  | 158  | 138  | 125  | 106  | 111  | 170  | 199  | 233  | 272  |